# فهرست هزاره‌های میلادی
این فهرستی از همه‌ی مقالات ویکی‌پدیا درباره هزاره‌های میلادی است:

## گذشته

### قبل از میلاد مسیح
- هزاره دهم (پیش از میلاد)
- هزاره نهم (پیش از میلاد)
- هزاره هشتم (پیش از میلاد)
- هزاره هفتم (پیش از میلاد)
- هزاره ششم (پیش از میلاد)
- هزاره پنجم (پیش از میلاد)
- هزاره چهارم (پیش از میلاد)
- هزاره سوم (پیش از میلاد)
- هزاره دوم (پیش از میلاد)
- هزاره اول (پیش از میلاد)

### بعد از میلاد مسیح
- هزاره یکم (میلادی)
- هزاره دوم (میلادی)
- هزاره سوم (میلادی) (هزاره فعلی)

## آینده
- هزاره چهارم (میلادی)
- هزاره پنجم (میلادی)
- هزاره ششم (میلادی)
- هزاره هفتم (میلادی)
- هزاره هشتم (میلادی)
- هزاره نهم (میلادی)
- هزاره دهم (میلادی)